# Ремонтное кафе

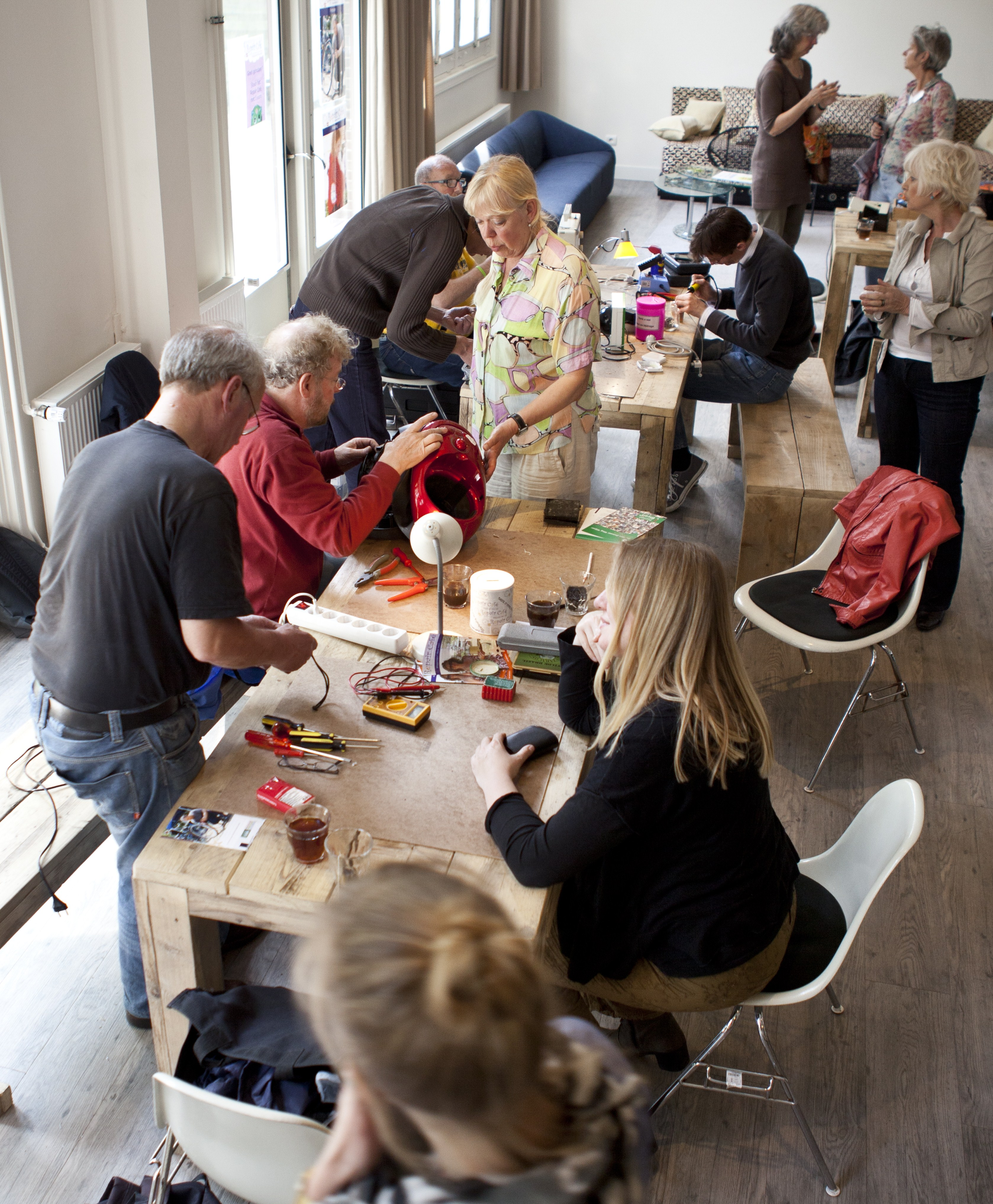
Ремонтное кафе Амстердам-Запад

Ремонтное кафе — это организация или  помещение, где люди собираются для работы по ремонту предметов повседневного обихода, таких как электрические и механические устройства, компьютеры, велосипеды, одежда и другие предметы. Такие мероприятия обычно проводятся в общественных местах, включая церкви, библиотеки и университетские городки, где доступны инструменты и где владельцы устройств могут починить свои сломанные вещи самостоятельно или с помощью волонтеров. 
Ремонтные кафе является  низовой инициативой, целью которого является сокращение отходов, чрезмерного потребления и запланированного устаревания. Философия ремонтных кафе близка концепции «сделай сам »,  социальной сплоченности.     

## История
Голландская журналистка Мартина Постма представила кафе в Амстердаме (Нидерланды) в 2009  году. Цель была — обеспечить устойчивое развитие на местном уровне.
2 марта 2010 года был создан Фонд «Ремонтное кафе». Фонд был создан для поддержки местных групп по всему миру в создании собственных ремонтных кафе.  С тех пор количество ремонтных кафе быстро росло.
В марте 2016 года Мартина Постма  зарегистрировала более 1000 ремонтных кафе по всему миру, 327 в Нидерландах, 309 в Германии, 22 в Великобритании, 21 в США, 15 в Канаде, четыре в Австралии и одно в Индии.  Ремонтные кафе работают в Швейцарии.
Движение Repair Café зародилось во Франции весной 2013 года в Париже, Вореале (Валь-д'Уаз), Ницце (Приморские Альпы) и Вальбонн-София-Антиполис (Приморские Альпы). В 2014 году по инициативе Repair Cafés Sophia Antipolis был запущен проект «Repair Café France», призванный способствовать развитию движения во Франции, но этот проект был реализован только в 2017 году благодаря фонду  с Stichting Repair Café 
В Страсбурге ассоциация Repair Café Eurométropole Strasbourg, созданная в 2016 году, позволяет приехать и научиться ремонтировать мелкую бытовую технику, например, швейные машины, тостеры, Hi-Fi оборудование или микроволновые печи. С момента создания объединения до 2021 года восстановлено 950 кг техники  .
В марте 2018 года количество ремонтных кафе в мире превысило 1500, в 2021 году их число достигло 2000.  
В 2017 году был объявлен первый Международный день ремонта. Предполагается, что это будет ежегодное мероприятие, которое будет проходить в третью субботу октября каждого года. 

## Концепции
Ремонтное кафе можно понимать как акт объединения.
Ремонтное кафе — это не только ремонт сломанных предметов в фиксированном месте. Речь также идет об объединении инструментов, пространств, знаний и навыков. Например, вместо того, чтобы каждый покупал на рынке свою швейную машинку, обмен и совместное использование данной швейной машинки происходило бы в ремонтном кафе.  Что касается обмена знаниями и навыками, люди, которые присоединяются к мастерским ремонтного кафе, обычно рады помочь другим починить сломанные предметы и научить тому, что знают о ремонте.
Ремонтное кафе — это способ избежать потребительства, участвуя в экономике замкнутого цикла.

## Обмен знаниями
В 2017 году Фонд Repair Café Foundation разработал онлайн-инструмент RepairMonitor, позволяющий добровольцам собирать данные о ремонте и делиться ими через базу данных.
В марте 2018 года в эту систему была внесена информация почти о 4000 ремонтов, что призвано повысить ремонтопригодность и долговечность продукции.

## 3D-печать сломанных деталей
Некоторые ремонтные кафе начали использовать 3D-принтеры для воспроизведения сломанных деталей.  Сломанные части бытовой техники можно собрать или склеить, после чего их можно отсканировать с помощью 3D-сканера. Примеры 3D-сканеров включают в себя David Starter-Kit, 3D Systems Sense, MakerBot Digitizer, Fuel 3D, Microsoft Kinect и Asus Xtion.  После сканирования физического объекта создается 3D-модель. Файл можно преобразовать в формат .stl или .obj и отредактировать с помощью программного обеспечения для обработки геометрии, такого как makeprintable, netfabb, MeshLab, Meshmixer, Cura или Slic3r .  В дальнейшем модель распечатывается с помощью 3D-принтеров использующих аддитивную технологию, на выходе получается деталь, которую можно использовать взамен сломанной.
Чтобы сократить время  люди могут использовать готовую деталь с веб-сайта с 3D-моделями (пропустив этап сканирования),  или сделать 3D-модель самостоятельно, сделав много фотографий детали, или с помощью  123D Catch. В качестве альтернативы можно использовать сторонние услуги 3D-печати, такие как Ponoko, Shapeways и другие, и человек затем возвращается в ремонтное кафе, чтобы установить новую деталь на сломанное оборудование.

## Теория

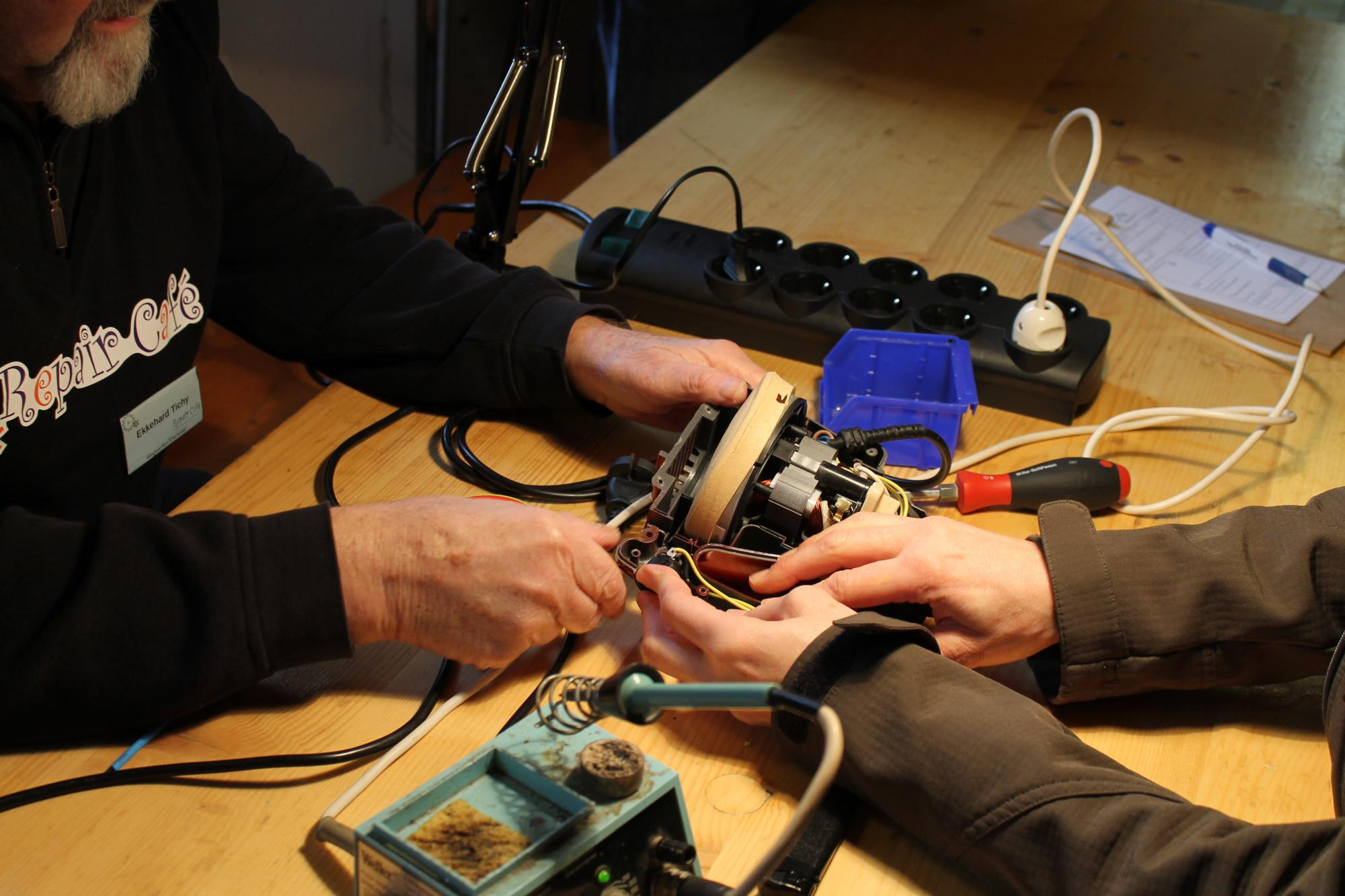

Ремонтное кафе может дать социальные и академические представления о парадигме замедления роста и пост-роста как контр-опытах и практиках против капитализма. Несмотря на то, что некоторые люди утверждают, что ремонт не бросает вызов капиталистической экономике как таковой,  тем не менее, ремонтные кафе обладают полным потенциалом для создания альтернативной экономики. Ремонтные кафе могут повлиять на сокращение и замедление экономических затрат и результатов в отношении энергии, человеческого капитала и экологических материалов. Они формирует отношения между производителями и пользователями по неиерархическому принципу деградации и воссоединяет пользователей со средствами производства.
Социальный аспект
Рост количества ремонтных кафе влияет не только на экономические аспекты, но и на человеческие отношения.
Ремонтные кафе снижают барьеры технологий и инструментов и делает их более доступными.
Принцип «Сделай сам» (DIY) широко известен как принцип индивидуального ремонта и производства без специальных навыков и знаний. Тем не менее, ремонтные кафе выходят за рамки феномена «сделай сам» и достигают стадии, когда основное внимание уделяется большему обмену и «сделай это вместе». 
Ремонтное кафе — это пространство для восстановления человеческих отношений на основе общих интересов и совместной работы. В этих ситуациях и местах у людей складываются более компанейские отношения, которые Иван Иллич характеризовал как «индивидуальную свободу, реализуемую в личной взаимозависимости».  В видении Иллича "праздничность" указывает на деиндустриальные и творческие взаимодействия между людьми.  В более широком смысле праздничность в случае с ремонтными кафе можно понимать как пространство без иерархии и доминирования между людьми, а также пространство, где люди заботятся друг о друге. Таким образом, дружелюбие воплощается в том, как люди делятся пространством, знаниями и инструментами для творчества и нерыночной деятельности.
Автономия и открытые технологии
Движения за повышение ремонтопригодности стремятся к автономному и открытому контролю над технологиями, что требует систематического изменения технологии производства.  Это бросает вызов нынешним властным отношениям между производителями и пользователями. В этом смысле некоторые утверждают, что феномен ремонта является противодействием капитализму и требованиям автономии.  Феномен ремонтных кафе и ремонтопригодность — это критика индустриальных способов производства, которые лишают возможности людей и общество. Многие ученые согласны с критикой Ивана Иллича. Радикальная монополия, как ее называет Иллич, представляет собой способ промышленного производства, принуждающий потребителей покупать больше продукции. Это достигается за счет централизации знаний и информации для ограниченного числа людей, узкоспециализированных в своей области. В результате автоматически исключаются другие варианты, кроме промышленных продуктов, и людям приходится полагаться исключительно на сложные промышленные инструменты. 
Радикальная монополия создает зависимость от продуктов, от использования которых люди уже не могут отказаться. Ремонтные кафе и феномен ремонта разрушают эту зависимость и обеспечивают автономный выбор продуктов. В обществе замедления роста автономия в отношении того, что люди используют, и отношения между производителями и пользователями необходимы для повышения автономии в отношении продуктов, а также для освобождения от зависимости от промышленных продуктов, которые лишают людей творчества. С другой стороны, общество замедления роста выступает за автономию в том смысле, чтобы отказаться от зависимости от меновой стоимости и существующей идеи труда, которая понимается как создание меновых стоимостей.

## Ремонтные кафе в России

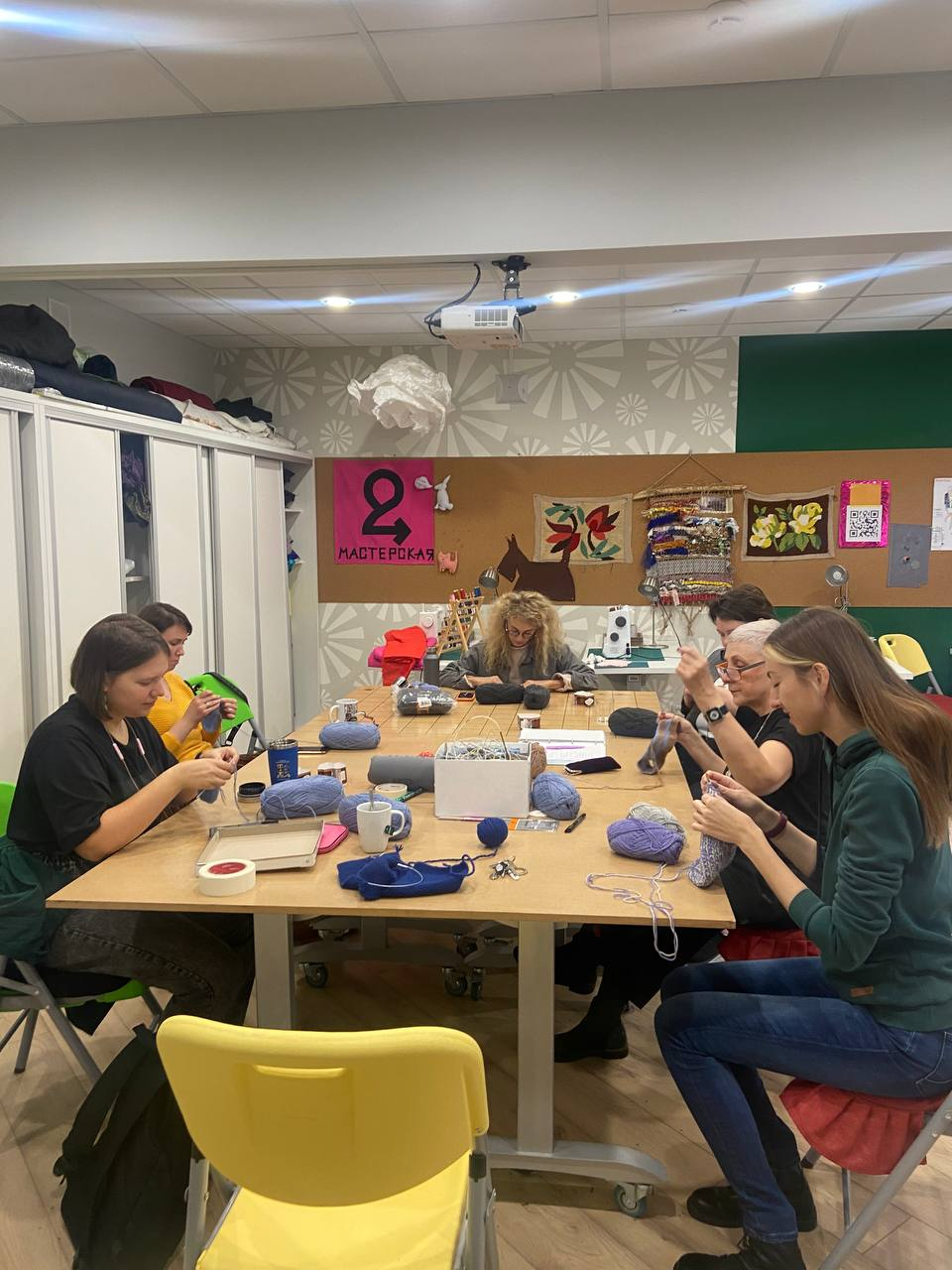
Общественные мастерские фонда «Второе дыхание»

В России первое Repair Cafe организовала Анна Фадеева — директор общественной организации в Перми в 2017 году. Мероприятие посетило около трехсот человек. Среди них были пенсионеры, которые смогли бесплатно починить сломанные вещи, мамы с сыновьями-подростками, просившие научить своих детей простому ремонту, молодые люди, желающие получить инструменты и объяснения, как чинить самим.
В 2019 году Зеленое Движение России «ЭКА» выпустило подробную инструкцию по организации ремонтного кафе у себя в городе.
В 2020 в Москве открылись Мастерские фонда «Второе дыхание», где предоставляют оборудование и инструменты безвозмездно.

Мастерская объединила людей, которые хотят полезно проводить время вместе. С помощью творчества они дают вторую жизнь вещам. «Ремонтное кафе» организует мастер-классы, экоуроки, дни открытых дверей, участвует в фестивалях и вовлекает в них местных жителей, сотрудников компаний, волонтеров, швей. Приходят также люди с инвалидностью, старшего поколения и горожане, оказавшиеся в сложных жизненных ситуациях. За год в мероприятиях мастерской приняли участие свыше трех тысяч человек. 
«Добрососедство — это не только возможность полезно провести время, встретить единомышленников, друзей, но и поддержать тех, кому трудно сейчас. Люди, которые посещают наши мастер-классы и занятия, со временем узнают про деятельность фонда и начинают помогать нуждающимся с нами», — Наталия Теплинская, программный директор фонда "Второе дыхание".
В 2020 году в Тульской области это направление стало развиваться, благодаря неравнодушию определенного круга людей, в частности, Тульского регионального общественного Движения поддержки семьи "МамКомпания". Волонтер Движения Вера Петруничева выиграла грант от министерства молодежной политики Тульской области на проведение ремонтного кафе «Точка ремонта», которое состоялось 12 сентября.
В Санкт-Петербурге проходит акция «Ремонтное кафе» от благотворительного магазина «Спасибо!» и функционирует общественная мастерская «Ангар», где можно бронировать 2 или 4 часа в день, до 20 часов в месяц.
В 2022 году ремонтное кафе открылось в Рыбинске.

## Комментарии
1. ↑  Microsoft Kinect и Asus Xtion могут быть использованы для триде сканирования совместно с программой ReconstructMe
2. ↑  Программы Cura и Slic3r, хотя и являются, в первую очередь, программами для подготовки модели к печати(slicer) включают в себя некоторые инструменты для исправления триде моделей
3. ↑  К примеру: Thingiverse, CGTrader, GrabCAD, и Google 3D Warehouse

## внешние ссылки
- repaircafe.org/en/ — официальный сайт Ремонтное кафе
- Repair Café Wiki